# Istarski socijaldemokratski forum
Istarski socijaldemokratski forum (ISDF) je regionalna, lijevo orijentirana politička stranka u Istarskoj županiji. Osnovana je u Puli 14. prosinca 1996. Prvi predsjednik bio je tadašnji istarski župan Luciano Delbianco, zatim Livio Bolković. Sadašnji predsjednik je Frane Milat.

## Povijest
Riječ je o stranci nastaloj odvajanjem od Istarskoga demokratskog sabora, a prvotno se je zvala Istarski demokratski forum (IDF). Tada je bila treća po snazi stranka u Istarskoj županiji po broju glasova na lokalnim izborima 1997. kada je dobila 12,9% glasova. Prvotno je koalirala sa Socijaldemokratskom partijom, ali kasnije se približava manjim lijevim strankama, kao što je Ljevica Hrvatske. 
Najveći uspjeh je bilo preuzimanje vlasti u Puli 2001. kada je koalirala sa SDP-om i nezavisnom listom Loredane Štok. Gradonačelnik je postao tadašnji predsjednik ISDF-a Luciano Delbianco. Prema programskim polazištima ISDF je regionalna stranka lijevoga centra, koja se zauzima za građansku i socijalnu državu, privatno vlasništvo, antifašizam i demokraciju. S drugim hrvatskim regionalnim strankama (Dalmatinska akcija, Hrvatski dalmatinski dom, Primorsko-goranski savez, Slavonsko-baranjska hrvatska stranka i Zagorska demokratska stranka) osnovao je 17. listopada 1998. Hrvatski regionalni blok (HRB).
Stranka je doživjela ozbiljan udarac na lokalnim izborima 2009. kada nigdje nije prešla izborni prag.

## Autonomija Istre
Poput konkurentnog (i matičnog) IDS-a, i ISDF se zalaže za autonomiju Istre.